# میخائیل گروموف (ریاضی‌دان)
میخائیل لئونیدیویچ گروموف (روسی: Михаи́л Леони́дович Гро́мов؛ زادهٔ ۲۳ دسامبر ۱۹۴۳) ریاضی‌دان روسی-فرانسوی است که برای کارهایش در هندسه، آنالیز و نظریه گروه‌ها شناخته شده است. او عضو دائمی مؤسسه مطالعات علمی پیشرفته فرانسه و استاد ریاضیات در دانشگاه نیویورک است.
گروموف برنده جوایز متعددی از جمله جایزه آبل در سال ۲۰۰۹ «برای کارهای دگرگون‌کننده‌اش در هندسه» شده است.